# AI党
AI党（人工知能が日本を変える党）（えいあいとう じんこうちのうがにほんをかえるとう）は、東京都の地域政党。英称は「AI PARTY」。

## 党史
- 2019年（平成31年）4月21日投開票の多摩市議会議員選挙に伊沢ひろみを擁立するも31位落選[2]。
- 2022年（令和4年）4月10日投開票の多摩市長選挙にジャンボ松田を擁立するも3位落選[3][4]。
- 2023年（令和5年）11月12日投開票の真鶴町長選挙にAIメイヤーを擁立するも落選[5]。生成AIによる真鶴AIを公開した[6]。
- 2023年（令和5年）11月25日、デンマークのDet Syntetiske Parti（合成党）と提携し、生成AI政治プラットフォームとGovernment by algorithm（ガバメントアルゴリズム）プラットフォームを共同で構築することに合意した[7]。
- 2024年（令和6年）3月23日投開票の秋田県小坂町議会議員選挙につばきや勇次を推薦擁立[8]、当選[9]。
- 2024年（令和6年）7月7日投開票の東京都知事選挙にAIメイヤーを擁立。立候補者56名中17位[10]。
- 2024年（令和6年）9月 選挙予測マーケット「Polex」を用いて自民党総裁選に関する実証実験を実施[11]。この実験は、IEM（Iowa Electronic Markets）をモデルにした非営利のアカデミックプロジェクトとして実施され、主に次の目的を掲げている。

```
選挙結果予測の精度向上
: マーケットの動きを通じて、投票行動や選挙の最終結果の予測精度を向上させることを目的としている。

経済行動と選挙との関係の研究
: 個人の経済的インセンティブと選挙行動がどのように結びつくかを調査するためのデータを提供する。

新しい政治参加のモデルを提供
: 予測市場を通じた国民の政治参加の新しい形を模索する実験として位置づけられている。
```

　効率的市場仮説（Efficient Market Hypothesis, EMH）によれば、金融市場における資産価格は利用可能なすべての情報を常に正確に反映している。この理論に基づけば、選挙や政策を金融市場の取引として捉えた場合、選挙予測マーケットと実際の選挙結果や政策が一致することが期待される。一致しない場合は、非公開情報（裏金や献金など）が存在した可能性について議論する余地がある。
- 2025年（令和7年）3月 16日投開票の武蔵村山市長選挙にAIメイヤー4号を、23日投開票の小金井市議会議員選挙にをAIメイヤー2号を擁立。いずれも落選した[12][13]。

## 基本政策
- すべての政策をAI（人工知能）に委ねるとしている。市議会の議事録をAIに読みこませて、議会でよく使われる言葉を可視化して政策立案に役立てようなどと主張。党のスローガンは、AIを駆使することで「しがらみのない公正な政治」「未来に向けた施策をスピードをもって実行」「情報を蓄積しノウハウを貯め、次世代につなげる」[14]、「民主主義は機能していないため、公正なAIによりしがらみのない政治を行う」[15]。
- 予算編成過程で人工知能を活用して不必要な予算を削減し、また多摩市内のバス路線を人口や市民の移動行動に応じた最適な路線に再編成するという公約を掲げた。またAI候補は既存の行政文書をすべて読み込み、市議会議員らの政治活動と費用支出も改革すると主張した[16]。
- 「AIに自治体の情報や住民のニーズを分析してもらった上で、執行部が提案した予算案の修正を迫ったり、政策を提案したりすることで、予算配分時の利益誘導を防げる」「人間の議員は不要になる」と主張している。なお、中日新聞がChatGPTに「AIに政治を任せられるか」と聞くと、「AIは政治家を助けるツールにはなるが、AIだけで政治を担うことはできない」「政治は人々の幸福と福祉を最優先に様々な価値観や文化、人権を尊重しながら適切な判断を下す必要があるが、AIは人間のような複雑な判断や価値観を持てない」と回答したという[17]。